# Abasár
Abasár (hongrois : Abasár [ˈɒbɒʃaːr]) est une localité hongroise située dans le comitat de Heves. C'est ici que se trouve la région viticole la plus élevée de Hongrie, le Sár-hegy.

## Site et localisation

### Topographie et hydrographie
Abasár est située sur les contreforts orientaux du Mátra, sur le versant du Sár-hegy, dans la vallée du ruisseau Bene, à 90 kilomètres au nord-est de Budapest et à 8 kilomètres au nord-est de Gyöngyös.

### Géologie et géomorphologie
Le , culminant à 497 mètres, est une zone protégée intégrée au Parc national du Bükk. D'origine volcanique, cette montagne ouverte vers le sud est recouverte sur ses versants méridionaux d'un sol loessique qui s'étend depuis les plaines environnantes. Grâce à son microclimat et à sa situation géographique, le Sár-hegy abrite une biodiversité remarquable, où coexistent des espèces propres aux plaines et aux moyennes montagnes.

### Aires faunistiques et floristiques
Les richesses naturelles les plus précieuses du Sár-hegy se trouvent au sommet, préservé des cultures viticoles, ainsi que sur le versant nord, en particulier aux abords du lac Szent Anna. Ce lac, formé dans un cratère volcanique, est bordé de roseaux et de glycéries aquatiques (Glyceria). Parmi les espèces végétales rares que l'on y trouve figurent le carex de Banat (Carex buekii) et la renoncule en corymbe (Ranunculus polyanthemos). Cependant, les joyaux botaniques du Sár-hegy sont avant tout le doronic du printemps (Adonis vernalis), l'anémone pulsatille (Pulsatilla), l'anchusa, l'échium vulgaire, ainsi que plusieurs espèces d'iris et d'orchidées.
La faune lépidoptérologique y est également riche, avec la présence de papillons tels que le machaon du faux arum (Zerynthia polyxena), ainsi que plusieurs espèces de noctuelles et de papillons-ours (Arctiinae).

## Histoire
La région était habitée dès 2500 av. J.-C.. Le plus ancien document écrit mentionnant le nom original de la localité, Saár, date de 1261. Jusqu'en 1522, elle appartenait au clan Aba, qui avait reçu ces terres d'Étienne Ier. Le village fut fondé par Csaba, prince-palatin, et son fils Samuel, qui deviendra plus tard roi. Samuel Aba y fonda également un monastère, où il fut inhumé en 1044.
Au XIVe siècle, le village passa aux mains de la famille Csobánka, puis à la famille Kompolthy, avant d'être acquis en 1552 par la famille Országh de Guth.
Le développement d'Abasár fut ralenti pendant la période ottomane, et ce n'est qu'à partir du XVIIIe siècle qu'il connut un renouveau. Jusqu'en 1848, il s'agissait d'un village de paysans sans terre (zsellérek). Jusqu'au XIXe siècle, l'économie locale reposait principalement sur la viticulture, une activité encore pratiquée par de nombreux habitants aujourd'hui.
Le village adopta officiellement le nom Abasár en 1901. En 1950, il fut fusionné avec la localité voisine de Pálosvörösmart, située au nord, avant que les deux villages ne se séparent à nouveau le 1er octobre 2006.

## Population

### Minorités culturelles et religieuses
En 2001, près de 100 % de la population d'Abasár s'identifiait comme hongroise.
Lors du recensement de 2011, 84,4 % des habitants d'Abasár se déclaraient hongrois, tandis que 0,2 % s'identifiaient comme Roms. En raison des identités multiples, le total pouvait dépasser 100 %. Par ailleurs, 15,6 % des habitants n'ont pas souhaité répondre à cette question. Concernant la répartition religieuse, 58,3 % de la population était catholique romaine, 4 % réformée, 0,4 % luthérienne et 0,3 % grecque-catholique, tandis que 11,5 % se déclaraient sans appartenance religieuse et 24,8 % n'ont pas répondu.
Lors du recensement de 2022, la part des habitants s'identifiant comme hongrois a légèrement augmenté pour atteindre 87,2 %, tandis que 0,5 % se déclaraient Roms, 0,2 % Ukrainiens et 0,2 % Roumains. D'autres minorités, comme les Polonais, Grecs, Allemands, Ruthènes et Slovaques, représentaient chacune 0,1 % de la population. Environ 2,5 % des habitants appartenaient à une autre nationalité étrangère, tandis que 12,5 % n'ont pas souhaité répondre. La répartition religieuse a également évolué, avec une baisse du nombre de catholiques romains (39,2 %), tandis que 2,8 % des habitants se déclaraient réformés, 0,5 % grecs-catholiques, 0,1 % luthériens et 1 % affiliés à d'autres confessions chrétiennes. Par ailleurs, 0,8 % se déclaraient autres catholiques, 13,1 % sans appartenance religieuse et 42 % des habitants n'ont pas répondu.

## Équipements

### Vie culturelle
Pendant un certain temps, Abasár a accueilli chaque année le festival des chants militaires et bachiques, célébrant à la fois la tradition militaire et la culture viticole locale.
Par le passé, la localité organisait également une fête du village (falunap) chaque 20 août, en lien avec la fête nationale hongroise dédiée à Saint Étienne, premier roi de Hongrie.

### Réseaux extra-urbains
La localité est accessible uniquement par la route, aux intersections des routes 2416 et 2419. Elle est reliée à Visonta par la route 24 145. Le transport en commun routier est assuré par les bus de Volánbusz.

## Patrimoine urbain
Le château Baldácsy, construit à la fin du XVIIIe siècle, est l'un des édifices remarquables de la localité. Selon la légende, la tombe du roi Samuel Aba se trouvait autrefois à l'entrée de la cave du Borozó. Une plaque commémorative en marbre a été placée à l'entrée de cette cave et au-dessus de la fosse ouverte en 1773 par le baron Sámuel Haller.
L'église catholique romaine, dédiée à saints Pierre et Paul, est d'origine médiévale, mais a été reconstruite en 1731 dans un style baroque. Son intérieur est orné de fresques de Gyula Thury, tandis que ses vitraux, réalisés en 1995, sont l'œuvre d'András Szilágyi. Devant l'église se dresse la statue de Samuel Aba, un bronze grandeur nature érigé en 1984 par un habitant de la localité.
Abasár possède plusieurs lieux de culte et monuments religieux, notamment la grotte de Lourdes, une croix de pierre, ainsi que plusieurs chapelles : la chapelle Saint-Jean (1746), la chapelle Saint-Jean-Népomucène (1756), la chapelle Sainte-Anne, située sur le Sár-hegy (1745), et les ruines de la chapelle Sainte-Petronelle, également sur le Sár-hegy.
Le village est également connu pour ses caves viticoles traditionnelles. Parmi elles, la plus ancienne est la Kővágó-pincesor, d'origine médiévale, située sur l'actuelle Fő út.
D'autres monuments jalonnent Abasár, tels que la statue de saint Ladislas et un mémorial dédié aux cinq millions de Hongrois non nés, inauguré en 1991. Un monument aux victimes des guerres mondiales est également présent dans la localité.
L'ancienne maison de vigneron (Kapásház), datant du XVIIIe siècle, est une maison en torchis au toit de chaume qui abrite aujourd'hui une exposition archéologique et historique locale.
Enfin, l'ancienne caserne d'Abasár, construite en 1952, a accueilli des soldats jusqu'en 1996. Bien qu'elle soit en cours de rénovation, d'anciens militaires y ayant été stationnés se réunissent chaque année dans la localité.

## Tissu associatif
Le club de football Abasár SE, fondé en 1955, évolue dans la deuxième division du comitat de Heves.
Le club de kyokushin karaté Tekeres SK a été créé en 1993, promouvant cet art martial au sein de la localité.
L'archerie est également pratiquée à Abasár, offrant une discipline sportive ancrée dans les traditions hongroises.

## Cultes
Abasár appartient à l'archidiaconé de la cathédrale au sein de l'archidiocèse d'Eger, rattaché au doyenné de Gyöngyös-Adács. La localité possède une paroisse catholique indépendante, à laquelle est affiliée l'église filiale de Pálosvörösmart.
Concernant l'Église réformée, Abasár est une communauté dispersée (szórvány) relevant de l'Église mère réformée de Gyöngyös, qui appartient au district ecclésiastique du Danube et au diocèse réformé de Pest du nord.